# Prva makedonska fudbalska liga 1993-1994
L'edizione 1993-1994 della Prva makedonska fudbalska liga vide la vittoria finale del Vardar, che vinse il titolo per la seconda volta.
Capocannoniere del torneo fu Zoran Boškovski (Sileks Kratovo), con 21 reti.

## Classifica finale
|     | Classifica               | G  | V  | N  | P  | GF | GS | Dif | Pt |
| --- | ------------------------ | -- | -- | -- | -- | -- | -- | --- | -- |
| 1.  | Vardar (C)               | 30 | 23 | 5  | 2  | 85 | 16 | +69 | 51 |
| 2.  | Sileks Kratovo (CM)      | 30 | 18 | 8  | 4  | 56 | 19 | +37 | 44 |
| 3.  | Balkan Skopje            | 30 | 14 | 9  | 7  | 47 | 32 | +15 | 37 |
| 4.  | Pelister                 | 30 | 14 | 8  | 8  | 49 | 31 | +18 | 36 |
| 5.  | Ljuboten *               | 30 | 11 | 11 | 8  | 46 | 35 | +11 | 30 |
| 6.  | Pobeda                   | 30 | 11 | 8  | 11 | 38 | 37 | +1  | 30 |
| 7.  | Sasa                     | 30 | 9  | 12 | 9  | 38 | 41 | -3  | 30 |
| 8.  | Sloga Jugomagnat         | 30 | 7  | 13 | 10 | 29 | 30 | -1  | 27 |
| 9.  | Osogovo Kočani           | 30 | 9  | 9  | 12 | 33 | 44 | -11 | 27 |
| 10. | FCU 55                   | 30 | 9  | 8  | 13 | 36 | 40 | -4  | 26 |
| 11. | Tikveš Kavadarci         | 30 | 9  | 8  | 13 | 31 | 42 | -11 | 26 |
| 12. | Belasica                 | 30 | 7  | 12 | 11 | 35 | 48 | -13 | 26 |
| 13. | Rudar Probištip          | 30 | 8  | 10 | 12 | 29 | 49 | -20 | 26 |
| 14. | Borec Veles *            | 30 | 9  | 9  | 12 | 31 | 43 | -12 | 24 |
| 15. | Karaorman Struga         | 30 | 9  | 6  | 15 | 37 | 75 | -38 | 24 |
| 16. | Makedonija Gjorče Petrov | 30 | 2  | 6  | 22 | 17 | 55 | -38 | 10 |

Ljuboten e Borec Veles penalizzate di 3 punti
- (C) Campione nella stagione precedente
- (CM) vince la Coppa nazionale

### Verdetti
- Vardar Campione di Macedonia 1993-1994.
- Karaorman Struga e Makedonija Gjorče Petrov retrocesse in Vtora Liga.

### Qualificazioni alle Coppe europee
Nel corso della stagione la Macedonia entrò nella UEFA superando il veto greco, troppo tardi però per trovare un posto nel tabellone della Coppa Coppe. Il paese fu escluso anche dalla Coppa Campioni, qui però come tutti i piccoli paesi in quanto la riforma della Champions non li prevedeva più.
- Coppa UEFA 1994-1995: Vardar qualificato al turno preliminare.